# Béalencourt
Béalencourt (Aussprache [bealɑ̃ˈkuʁ]) ist eine französische Gemeinde mit 133 Einwohnern (Stand: 1. Januar 2022) im Département Pas-de-Calais in der Region Hauts-de-France (vor 2016: Nord-Pas-de-Calais). Sie gehört zum Arrondissement Montreuil und ist Mitglied im Gemeindeverband Communauté de communes des 7 Vallées. Die Einwohner werden Béalencourtois und Béalencourtoises genannt.

## Lage
Die Gemeinde Béalencourt liegt im Artois, 26 Kilometer östlich von Montreuil-sur-Mer. Nachbargemeinden von Béalencourt sind Maisoncelle im Nordosten, Blangy-sur-Ternoise im Osten,  Rollancourt im Süden. Auchy-lès-Hesdin im Südwesten sowie Azincourt im Nordwesten.

## Bevölkerungsentwicklung
| Jahr                       | 1962 | 1968 | 1975 | 1982 | 1990 | 1999 | 2007 | 2014 | 2022 |
| Einwohner                  | 206  | 185  | 157  | 193  | 159  | 135  | 117  | 128  | 133  |
| Quellen: Cassini und INSEE |      |      |      |      |      |      |      |      |      |

## Sehenswürdigkeiten
- Kirche Saint-
- Wasserturm